# Port (botanique)
Pour les articles homonymes, voir Port (homonymie).

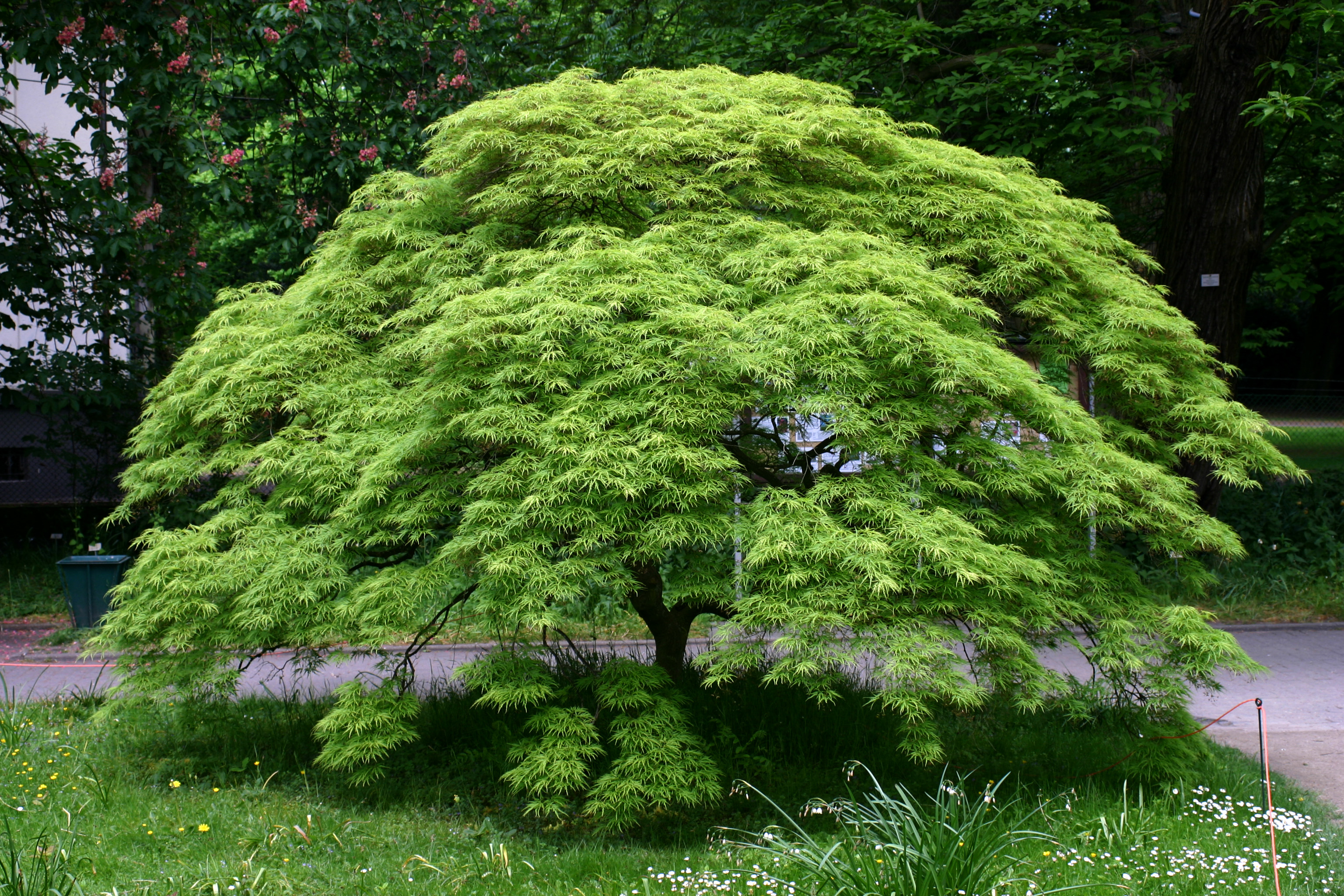
Acer palmatum du jardin botanique de l'université de Westphalie de Münster au port en forme de dôme, ou arrondi.

Le port, en botanique, désigne l'aspect général  d'une plante, résultant de son mode de croissance et de ramification.
Les botanistes distinguent principalement le port érigé/dressé, le port en coussin, le port élancé, en colonnes plus ou moins larges (peuplier d'Italie), le port conique ou pyramidal (conifères, tilleul des bois), le port arrondi ou étalé (hêtre, Magnolia × soulangeana, chamaecyparis), le port pleureur, aux branches retombantes (saule pleureur, cèdre pleureur).
Le port est tabulaire (en forme de table) lorsque les branches s'étalent à l'horizontale comme dans la plupart des conifères de genre cèdres.
En viticulture, le terme port a généralement un sens plus restreint et désigne l'allure des rameaux lorsque ceux-ci ne sont pas soutenus par un palissage (port érigé ou dressé quand les rameaux sont verticaux, port retombant ou étalé quand ils sont horizontaux).